# Lavangen
Lavangen é uma comuna da Noruega, com 303 km² de área e 1 063 habitantes (censo de 2004).         